# Dajr Alla
Dajr Alla – miasto w Jordanii, w muhafazie Al-Balka. W 2015 roku liczyło 7321 mieszkańców.